# 베르흐니예 리호보리역
베르흐니예 리호보리 역(러시아어: Верхние Лихоборы)은 모스크바 지하철 류블린스코 드미트롭스카야 선의 역이다. 2018년 3월 22일에 개장했다.

## 역사
2018년 3월 22일부터 영업을 시작하였다.

## 지리
역은 베스쿠드니콥스키 대로와 드미트롭스코예 고속도로의 교차점 상에 있는 모스크바 세베르니 구 베스쿠드니코프스키와 사파드노예 데구니노 구역에 위치한다. 역 인근에 차량기지가 있다.